# Kacper Przybyłko
Kacper Przybyłko (Bielefeld, Alemania, 25 de marzo de 1993) es un futbolista polaco que juega como delantero en el Odra Opole de la I Liga de Polonia.
Su hermano gemelo Jacub también es futbolista, y su hermano mayor Mateusz es saltador de altura.

## Trayectoria

### FC Colonia
El 31 de enero de 2012 se unió al equipo de reserva del F. C. Colonia procedente del Arminia Bielefeld.

### Greuther Fürth
Tras el final de su préstamo a Bielefeld en el verano de 2014, dejó el 1. FC Colonia para unirse a Greuther Fürth en un contrato de tres años hasta 2017. Fue descrito como duro y bueno con el balón.

### FC Kaiserslautern
Przybyłko fichó por el 1. FC Kaiserslautern en julio de 2015 donde marcó dos goles en su debut, pero en verano de 2018 fue liberado.
En agosto de 2018, jugó con el 1. FC Magdeburgo de la 2. Bundesliga.

### Philadelphia Union

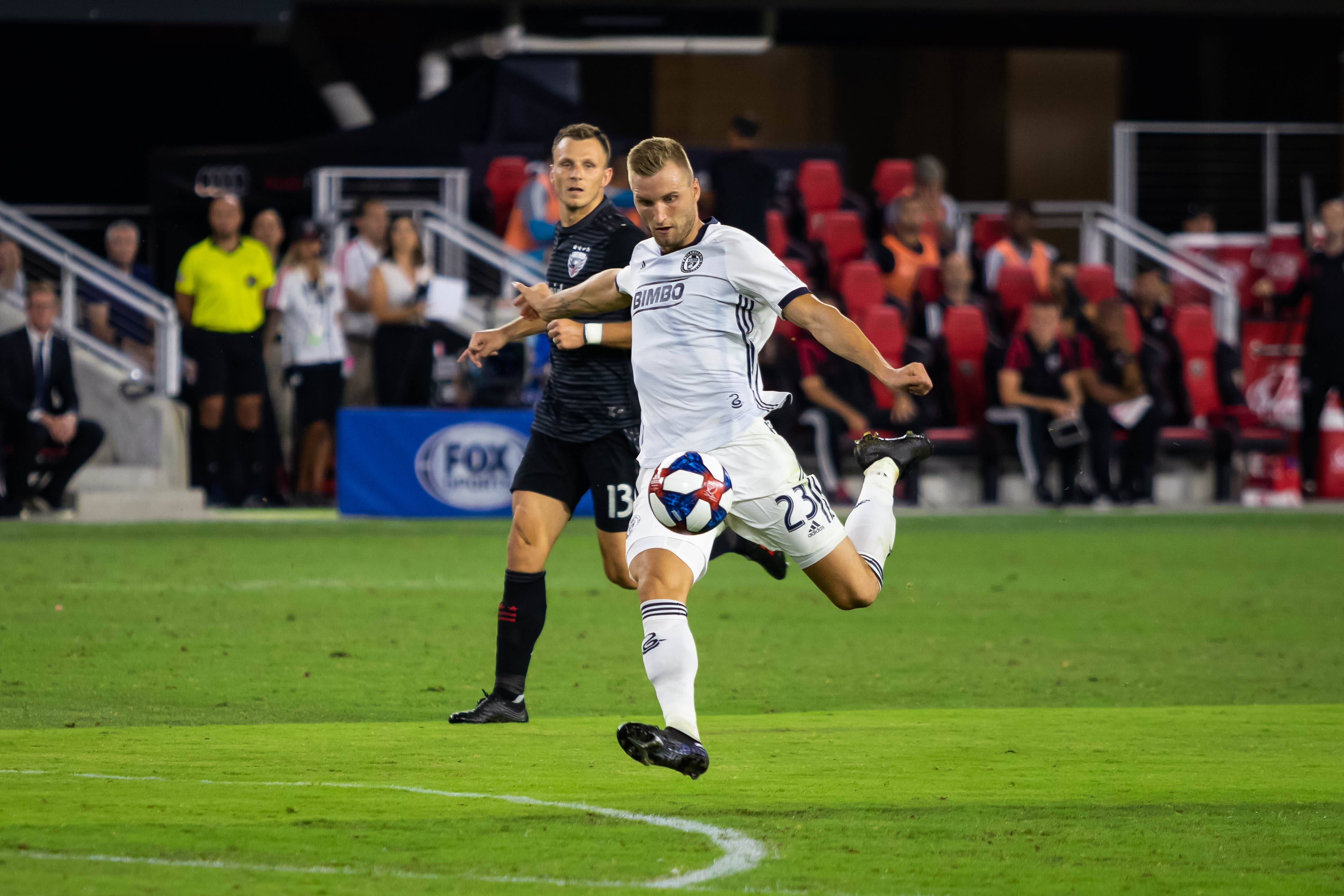
Przybyłko jugando para Philadelphia Union en 2019.

El 16 de septiembre de 2018 firmó con el Philadelphia Union compitiendo en la Major League Soccer por el resto de la temporada 2018 con una opción para 2019. A pesar de no presentarse para la Unión en 2018, su opción fue elegida antes de la temporada 2019. Después de un breve préstamo al Bethlehem Steel para recuperarse de una lesión en el pie, Przybyłko debutó con el Union como suplente ante el Montreal Impact. Una semana después, marcó su primer gol con el club en un empate ante el Vancouver Whitecaps FC. Przybyłko continuó convirtiéndose en una amenaza goleadora durante la temporada, liderando el marcador de la Unión con 15 goles antes de sufrir una lesión y dejándolo fuera para la postemporada.

#### Temporada 2019: préstamo a Bethlehem Steel
Antes del inicio de la temporada 2019, Przybyłko fue cedido al afiliado de la Unión, el Bethlehem Steel FC, que compite en la USL Championship. Przybyłko fue titular en el partido inaugural como visitante ante el Birmingham Legion FC y marcó el primer gol de la temporada del Steel FC.

## Selección nacional
Pese a haber nacido en Alemania, jugó para la selección polaca sub-21.

## Clubes
| Club                         | País           | Año       |
| ---------------------------- | -------------- | --------- |
| Arminia Bielefeld II         | Alemania       | 2011-2012 |
| 1. F. C. Colonia II          | Alemania       | 2012      |
| 1. F. C. Colonia             | Alemania       | 2012-2014 |
| → Arminia Bielefeld (cedido) | Alemania       | 2014      |
| SpVgg Greuther Fürth         | Alemania       | 2014-2015 |
| 1. F. C. Kaiserslautern      | Alemania       | 2015-2018 |
| Philadelphia Union           | Estados Unidos | 2018-2022 |
| → Bethlehem Steel (cedido)   | Estados Unidos | 2019      |
| Chicago Fire                 | Estados Unidos | 2022-2024 |
| F. C. Lugano                 | Suiza          | 2024-2025 |
| Odra Opole                   | Polonia        | 2025-     |

## Palmarés

### Campeonatos nacionales
| Título                 | Club               | País           | Año  |
| ---------------------- | ------------------ | -------------- | ---- |
| 2. Bundesliga          | 1. F. C. Colonia   | Alemania       | 2014 |
| MLS Supporters' Shield | Philadelphia Union | Estados Unidos | 2020 |